# Personaggi di Romanzo criminale
Elenco dei personaggi dell'opera letteraria Romanzo criminale e opere derivate.

## Membri della banda

### Il Libanese
Il Libanese, vero nome Pietro Proietti, detto anche il Libano o l'Ottavo Re di Roma, è un personaggio letterario, protagonista del libro di Giancarlo De Cataldo, Romanzo criminale, ispirato alla vera storia della banda della Magliana, che operò in Italia a Roma tra la fine degli anni settanta e gli anni ottanta. Personaggio affascinante, istintivo, determinato, il Libanese è il capo e il fondatore della banda della Magliana. Dotato di sangue freddo, di un grandissimo fiuto per gli affari, e di una grande astuzia ed intelligenza, è sempre spinto dal desiderio di aumentare il proprio potere e di arricchirsi. Il personaggio del Libanese è ispirato a Franco Giuseppucci, conosciuto dapprima come Er Fornaretto ed in seguito Er Negro, boss e fondatore della banda nel 1976.
Pietro Proietti, soprannominato il Libanese, vive con sua madre a Roma, nel quartiere della Magliana. Cresciuto senza la presenza del padre, fuggito di casa quando lui era molto piccolo, diventa un piccolo criminale e capo di una "batteria" composta dal Dandi, dal Bufalo e da Scrocchiazeppi. Fidanzato con Sara, per far colpo su di lei ruba la macchina del Terribile, un potente criminale romano, il quale, venuto a conoscenza dal Dandi del luogo in cui si trova il Libanese, lo punisce facendo violentare la ragazza dai fratelli Gemito, suoi scagnozzi, e ferendolo ad un braccio. Questo episodio è causa della nascita del rancore verso il Terribile e dell'abbandono di Sara. Con il ricavato di un furto di macchine per scrivere, egli acquista un carico di armi dal Terribile con l'obiettivo di rapire il Barone Rosellini ma, una volta caricate le armi nel bagagliaio dell'auto, questa viene rubata dal Sorcio e venduta al Freddo, un delinquente di Testaccio, appartenente ad una "batteria" che comprende Fierolocchio ed i fratelli Buffoni, Sergio e Ruggero. Risolto il malinteso le due batterie si uniscono per il sequestro del barone e, una volta ottenuto il riscatto, il Libanese propone di reinvestire il denaro per creare un'organizzazione simile alla camorra o alla mafia per controllare il traffico di droga e tutte le altre attività illegali nella capitale. Il Libanese e la banda, attraverso il Puma, organizzano un incontro con il Sardo, boss della zona di Ostia, al quale il Libanese chiede di fornire alla banda un grande quantitativo di eroina e di cocaina ma, dopo che il primo incontro non ha avuto esito, i due trovano un accordo e il Libanese decide la strategia per piazzare la droga e prendere il controllo dello spaccio nella capitale: la città dovrà essere divisa in zone ed ognuno dei componenti della banda sarà incaricato di prenderne possesso, convincendo, o "costringendo", i vari spacciatori ad acquistare solo la droga dalla banda ed a lavorare per lei. La banda assume velocemente il controllo delle zone con la sola eccezione di Centocelle, proprietà del Terribile, ancora troppo potente per il Libanese e i due decidono di allearsi temporaneamente per non dare vita ad una guerra per le strade romane.
Durante questo periodo il Libanese incontra nuovamente Sara ma, dopo una notte passata insieme, al risveglio egli scopre che ella lo ha derubato ed è fuggita con il suo ragazzo, un criminale soprannominato Il Saggio. Egli ordina ad alcuni componenti della banda di trovarli e, una volta che Sara e il Saggio vengono catturati, il Libanese uccide prima quest'ultimo e poi decide di lasciare in vita Sara, che comunque si suiciderà a casa sua poco dopo. Grazie alle alleanze stipulate prima con il Sardo e poi con i servizi segreti ed il Vecchio, il Libanese decide di uccidere il Terribile, a seguito della sua soffiata sul luogo dove il cadavere del Barone è stato seppellito che ha causato l'arresto della banda, e soprattutto dopo che il Terribile ha incaricato i fratelli Gemito di ucciderlo. Il Libanese, per non essere compromesso, incarica il Freddo di uccidere il Terribile, il quale gli pianta nel cuore il coltello con il quale il criminale lo aveva ferito il giorno della violenza a Sara. Una volta compiuto l'omicidio, il Libanese viene convocato da Zio Carlo, referente su Roma per Cosa nostra, il quale gli offre il posto che era del Terribile come acquirente della droga. La banda comincia, così, a stringere sempre più alleanze e ciò non sfugge all'attenzione del Vecchio che la costringe, utilizzando uno stratagemma ordito dagli agenti Zeta e Pi greco, a lavorare per loro. Il Libanese accetta, ma non rivela nulla al Freddo, il quale, comunque, comincia a sospettare le intenzioni del Libanese e, conscio dell'inizio del declino della banda, decide di partire per il Brasile con Roberta. Intanto il Libanese, preoccupato e sotto pressione, comincia a notare una discrepanza all'interno della banda. Sopraffatto dai suoi rimpianti per Sara, dall'abbandono da parte della madre e dalla sua dipendenza da cocaina, il Libanese inizia a tenere un comportamento paranoico e ossessivo, che destabilizza ulteriormente l'equilibrio della banda.
Il 13 settembre del 1980 il Libanese, dopo avere perso 35 milioni a poker con Maurizio Gemito, si rifiuta di pagarlo, rinfacciandogli, di fronte a Ricotta ed a Ruggero Buffoni, la sua infedeltà al Terribile e minacciandolo con il coltello che quest'ultimo aveva usato quando i due fratelli avevano violentato la sua fidanzata. Lo scontro tra i due è impedito dai presenti ma la stessa sera, davanti alla casa della madre il Libanese viene ucciso a colpi di pistola da due uomini in motocicletta. I sospetti cadono sui fratelli Gemito, che infatti verranno uccisi dalla banda poco dopo, ma il vero mandante dell'omicidio si rivelerà il Vecchio che, notando lo stato incontrollabile del Libanese, incaricherà Zio Carlo di ucciderlo attraverso Nero e da Nembo Kid, ma anche per dare al Dandi l'opportunità di prendere il comando della criminalità romana, sostituendo lo stesso Libanese. Dal libro è stato tratto il film del 2005 Romanzo criminale, nel quale il Libanese, col nome di Cesare Rocchi, è interpretato da Pierfrancesco Favino. L'interpretazione del Libanese fa vincere a Favino il David di Donatello per il miglior attore non protagonista e un Nastro d'argento al migliore attore protagonista. Nel 2008, il regista Stefano Sollima realizza la serie televisiva Romanzo criminale dove il Libanese è interpretato da Francesco Montanari. Nella seconda stagione della serie, il personaggio è stato nuovamente interpretato da Francesco Montanari che appare solo in alcune visioni del Dandi e del Bufalo. Francesco Sarcina, de Le Vibrazioni, ha scritto e interpretato appositamente per la seconda stagione della serie televisiva il brano musicale Libanese il Re, incluso nelle compilation Romanzo criminale - Il CD. Fabri Fibra nel suo singolo Pamplona fa riferimento a una scena della serie TV Romanzo criminale, citando l'omicidio del Libanese.

### Il Freddo
Il Freddo, vero nome Fabrizio Soleri, è un personaggio letterario ispirato a Maurizio Abbatino, conosciuto come Crispino. Il Freddo è il capo di una piccola banda, o batteria, del quartiere romano di Testaccio; essa è formata da Fierolocchio ed i fratelli Buffoni, Ruggero e Sergio. A seguito dell'acquisto dal Sorcio di un'auto rubata, e trovata piena di armi, di proprietà del Libanese, il Freddo si incontra con il delinquente della Magliana ed insieme decidono di unire le rispettive batterie allo scopo di sequestrare il barone Rosellini. Dopo aver ottenuto il riscatto, il Libanese propone alle due bande di trattenere una piccola parte di denaro e di reinvestirne la maggior parte nel traffico della droga; il Freddo, fiducioso nelle intenzioni del Libanese, è il primo ad accettare la proposta, a condizione che nella nuova banda non vi sia la figura di un "capo" ma che si continui a decidere tutti insieme. Dopo avere imposto il loro dominio su molti quartieri di Roma, affidati ai vari componenti della banda come zone di influenza, il Libanese e la banda entrano in conflitto con il Terribile, un esperto criminale che controlla il quartiere di Centocelle e, dopo un breve periodo di accordo, nel quale il Terribile farà incarcerare la banda con l'accusa del sequestro del barone, la banda avrà la sua vendetta ed il Freddo farà parte, insieme al Bufalo, Ricotta e Trentadenari, del commando incaricato di ucciderlo, dandogli il colpo di grazia con lo stesso coltello a serramanico con il quale, anni addietro, il criminale aveva ferito al braccio il Libanese. Dopo la presa del controllo anche di Centocelle, la banda entra in affari con la mafia, principale fornitrice di droga del Terribile, e, stante anche la sempre maggiore influenza dei servizi segreti, il Freddo inizia a disapprovare le ambizioni grandiose, irrealiste e pericolose di Libanese e decide perciò di lasciare la banda; a seguito della morte dell'amico, ucciso davanti a casa della madre, egli decide tuttavia di annullare la già preventivata partenza, insieme alla fidanzata Roberta, al fine di vendicare il compagno ucciso. I sospetti della morte del Libanese cadono inizialmente sui fratelli Gemito, ed il Freddo ucciderà personalmente Remo, mentre Maurizio, sfuggito fortunosamente ad un agguato organizzato dal Dandi, da Ricotta e dal Bufalo, troverà la morte in ospedale per mano del Nero. Insieme al Dandi e al resto della banda ucciderà anche il Sardo, che chiedeva da tempo la zona di spaccio di droga del Libanese, passata in seguito a Donatella dopo la sua morte. Sarà l'unico a interessarsi realmente alla scarcerazione del Bufalo e Ricotta, finiti in carcere dopo l'attentato fallito a Maurizio Gemito. Dopo l'assassinio del Sardo, verrà rapito dal boss della camorra Don Mimmo, il quale da tempo cerca notizie sul Sardo. Minaccerà di uccidere il Freddo qualora la banda non gli ritrovasse il suo uomo. Dandi lo salverà uccidendo il Nero davanti a Don Mimmo dicendo che era stato lui ad assassinare il Sardo (in realtà perché colpevole della morte del Libanese). Avrà in seguito una relazione con Donatella, e nel frattempo emergeranno gli incontri-scontri col Dandi, riguardo alla banda e alle loro visioni della vita. Il Freddo in seguito ucciderà anche l'amico Sergio Buffoni, colpevole di avere organizzato un giro di spaccio di droga all'insaputa della banda, insieme al Sorcio, al Secco ed ai suoi due scagnozzi, Nercio e Botola, con l'aggravante di avere venduto una dose di eroina mal tagliata che aveva provocato il coma del fratello Gigio. Dopo un breve periodo di detenzione, in cui ucciderà un detenuto, autore dell'omicidio per vendetta del Puma, il Freddo verrà scarcerato. A seguito delle dichiarazioni del Sorcio sull'operato della banda tornerà in galera col resto del gruppo. Si scontrerà con Ruggero Buffoni durante l'ora d'aria per i detenuti. Da tempo quest'ultimo meditava vendetta nei confronti del Freddo per avergli ucciso il fratello, ma avrà la peggio. Il Freddo si inietterà del sangue infetto procuratogli da Donatella per passare il resto della detenzione in ospedale, ma al momento della sentenza definitiva, fuggirà in Marocco grazie ad un passaporto falso. Dopo la morte di suo fratello a opera di Ruggero Buffoni, il Freddo decide di tornare in patria per vendicarlo, ma Donatella gli farà trovare Buffoni già morto. Una volta reincontrata la donna, saprà la verità sulla morte del Libanese, e con una pistola che la sua ex amante gli dona, andrà dal Dandi ad ucciderlo, per non avergli mai detto la verità sulla morte dell'amico. Ma giunto nella Basilica di Sant'Apollinare restaurata dallo stesso Dandi, e una volta puntatagli la pistola dietro alla nuca, ci ripensa. Viene preso dai sensi di colpa e pronto a porre fine a tutta questa storia deciderà di confessare tutto al commissario Scialoja, venendo però ucciso da Donatella, dinnanzi la Fontana delle Tartarughe, a Piazza Mattei.
Dal libro è stato tratto il film del 2005 Romanzo criminale, diretto da Michele Placido, nel quale il Freddo, con il nome di Francesco Avolio, è interpretato da Kim Rossi Stuart. Nel film egli è amico d'infanzia del Libanese e successivamente lo incontra, quando quest'ultimo esce dal carcere, per creare la banda. A seguito della morte della sua fidanzata Roberta, uccisa da Ciro Buffoni per vendetta, dopo che il Freddo ha ucciso il fratello Aldo, contrariamente al romanzo in cui a morire è il fratello Gigio, egli decide di collaborare con la giustizia ma viene ucciso da un sicario dal volto coperto, probabilmente incaricato dai servizi segreti. Nel 2008, il regista Stefano Sollima realizza la serie televisiva Romanzo criminale - La serie dove il Freddo è interpretato da Vinicio Marchioni. La serie avrà anche una seconda stagione: Romanzo criminale - La serie 2. Nella serie egli si innamora di Roberta, in precedenza compagna di suo fratello Gigio, con la quale inizia una relazione che durerà fino all'inizio della seconda serie, quando la ragazza deciderà di lasciarlo. In seguito ha una relazione con Donatella, ma la storia tra i due finisce subito. A differenza del romanzo, qui il Freddo non fugge in Sudamerica, bensì in Marocco, dove viene raggiunto dal commissario Scialoja che gli chiede di collaborare con la giustizia, a cui però oppone un rifiuto. Dopo avere scoperto che il fratello è morto per mano di Ruggero Buffoni, fa ritorno a Roma di sua spontanea volontà con l'intenzione di ucciderlo e, dopo avere scoperto la dinamica dell'omicidio del Libanese, di uccidere anche il Dandi ma dopo la morte di Ruggero per mano di Donatella ed il sospetto sempre crescente di essere manovrato dai servizi segreti, rinuncia al proposito e decide di collaborare col commissario. Poco prima di incontrarlo però viene ucciso da Donatella, probabilmente su richiesta della mafia e dei servizi, allo scopo di impedirgli di rivelare le vicende ed i collegamenti della banda.

### Il Dandi
Il Dandi, vero nome Mario De Angelis, è un personaggio letterario ispirato ad Enrico De Pedis, uno dei capi storici della banda, insieme a Franco Giuseppucci ed a Maurizio Abbatino.
Amico d'infanzia del Libanese, insieme al Bufalo con cui ha da sempre un rapporto conflittuale, Dandi sarà protagonista dell'unione della loro batteria, radicata nella zona della Magliana, con quella di Testaccio, composta dal Freddo, Fierolocchio ed i fratelli Buffoni, Sergio e Ruggero, allo scopo di sequestrare il barone Rosellini. Dopo avere ottenuto il riscatto, il Libanese espone l'idea di creare una nuova banda, mantenendo unite le due batterie, allo scopo di impadronirsi delle attività criminali in tutta Roma, proponendo di trattenere una piccola parte di denaro e di reinvestirne la maggior parte nel traffico della droga.
Il Dandi, fiducioso nelle intenzioni dell'amico, accetta la proposta, ma inizia a spendere le banconote provenienti dal sequestro, recandosi abitualmente da Patrizia, una giovane e bella prostituta del quartiere Esquilino di cui si è invaghito; la leggerezza provocherà l'identificazione della donna da parte del commissario Scialoja, che da quel momento inizierà le indagini sul sodalizio. Nonostante le lusinghe del Dandi, Patrizia decide di non diventare la sua donna a tempo pieno e questo gli provocherà reazioni che potrebbero mettere in pericolo le attività della banda e, al fine di evitare guai, il Freddo ed il Libanese costringono la giovane prostituta a diventare la sua donna, concedendole in cambio la proprietà di un elegante palazzo nel quartiere Parioli, dove diventerà la maîtresse di un bordello di alto bordo.
Dopo avere imposto il loro dominio su molti quartieri di Roma, affidati ai vari componenti della banda come zone di controllo, il Libanese e la banda entrano in conflitto con il Terribile, un esperto criminale che controlla il quartiere di Centocelle. Dopo la morte di quest'ultimo per mano del Freddo, la banda riceve in eredità tutto il patrimonio del defunto criminale fatto di liquidità, immobili e naturalmente della zona da lui precedentemente controllata; in quell'occasione sarà il Dandi ad occuparsi dei passaggi di proprietà degli immobili del Terribile e in particolare otterrà l'utilizzo di un seminterrato a Trastevere, che sarà trasformato in una bisca e night club.
Con la morte del Libanese, il Dandi inizia a legarsi sempre di più alla mafia siciliana ed ai servizi segreti, facendo affari da solo con Trentadenari senza informare gli altri che contemporaneamente sperperano i guadagni provenienti dal traffico di droga e si focalizzano nel tentativo di omicidio dei fratelli Gemito, ritenuti responsabili della morte del Libanese. La sua slealtà nei confronti della banda si manifesta quando, durante l'agguato a Maurizio Gemito, egli abbandona il Bufalo e Ricotta che vengono arrestati.
In seguito, dopo che i membri della banda hanno iniziato ad uccidersi tra loro, la polizia, grazie alle rivelazioni del Sorcio, riesce ad incriminare i superstiti e tutti vengono condannati a varie pene eccetto il Dandi che, grazie all'appoggio della mafia e dei servizi, viene assolto per insufficienza di prove. Passati quattro anni dalla fine del processo il Dandi intende ristrutturare la Basilica di Sant'Apollinare con l'intenzione di esservi seppellito mentre il Bufalo, che ha conservato l'antico rancore nei suoi confronti, evade dall'istituto psichiatrico giudiziario in cui era rinchiuso con l'intenzione di costituire una nuova batteria insieme a Fierolocchio e ad un ex compagno di cella e, dopo breve tempo, sarà proprio lo stesso Bufalo ad ucciderlo in Via del Pellegrino, nei pressi di Campo de' Fiori: dopo la morte egli verrà seppellito nella Basilica di Sant'Apollinare che aveva contribuito a restaurare.
Dal libro è stato tratto il film del 2005 Romanzo criminale, diretto da Michele Placido, nel quale il personaggio del Dandi, con il nome di Bruno De Magistris, è interpretato da Claudio Santamaria. Nel film viene ampliato maggiormente il rapporto tra il Libanese e il Dandi, oltre alla vigliaccheria di quest'ultimo quasi del tutto assente nella prima serie televisiva. Durante il prologo del film, il Dandi abbandona il Libanese alla polizia. La stessa cosa accadrà in seguito quando il Dandi abbandonerà Bufalo e Ricotta nelle mani della polizia durante l'agguato a Maurizio Gemito, ritenuto responsabile della morte del Libanese nel film.
Nel 2008 il regista Stefano Sollima realizza la serie televisiva Romanzo criminale dove il Dandi è interpretato da Alessandro Roja, ruolo mantenuto anche nella seconda stagione, Romanzo criminale - La serie 2, trasmessa nel 2010.

### Bufalo
Il Bufalo, personaggio ispirato a Marcello Colafigli, il cui vero nome è Claudio Sabatini, è un amico d'infanzia del Libanese e del Dandi. Inizia la sua carriera criminale con piccole rapine. Una volta che Libanese crea la Banda, ne fa di Bufalo un suo membro, dandogli la zona di spaccio della Magliana. Bufalo è molto fedele al Libanese, diffidente nei confronti del Dandi e neutrale nei confronti del Freddo. Quando il Libanese viene assassinato, per lui è una grave perdita, a tal punto da rubare la bara dell'amico per memorarlo, come un imperatore romano, ma ciò non gli viene concesso dalla madre del defunto. Nel frattempo con l'aiuto di Ricotta vendica l'amico uccidendo i fratelli Gemito storici rivali del Libanese, ma viene ferito dalla polizia che avvisata della sparatoria accorre sul posto, ferendo i due malviventi. Con loro c'era il Dandi appostato in auto per fuggire insieme, ma alla vista della polizia, per paura del carcere scappa via, facendo arrestare gli amici e sancendo così il rancore del Bufalo. Dopo tali fatti Bufalo è in prigione, e anche da lì capisce che oramai il Dandi si sta staccando dai principi della Banda, arricchendosi da solo e abbandonando tutti gli ex soci, a tal punto di uccidere anche chi si opponesse, e qui il suo rancore e odio verso il Dandi cresce sempre di più. Nel 1990 Bufalo esce dalla prigione, con un solo obiettivo, quello di eliminare il Dandi e creare una sua batteria, basata sui principi della Banda. La vendetta arriva nel febbraio 1990, davanti a un antiquariato di Campo de' Fiori, il Bufalo in sella a un Motocross guidato da Fierolocchio, elimina per sempre il Dandi. Ma ciò non lo arricchisce, perché lui è solo un criminale di strada e non avrà il carisma dei suoi predecessori. La sua figura termina con un remake ambientato nei giorni nostri, si ritrova solo e vecchio nel suo quartiere, la Magliana pestato da dei bulli che non lo riconoscono. Ma il Bufalo è sempre lo stesso, si procura una pistola, e ferisce e uccide il capo dei bulli sussurandogli il suo nome al orecchio prima di compiere l'omicidio. L'epilogo finisce dove tutto iniziò nel bar della banda, Bufalo braccato dalla polizia, accorsa per la sparatoria, non abbassa le armi e viene ucciso da un poliziotto morendo tra i ricordi di una vita sbagliata.

### Trentadenari
Trentadenari, personaggio ispirato a Claudio Sicilia, è il cassiere della banda il cui vero nome è Claudio Anioni, è un criminale napoletano trapiantato a Roma che collabora, insieme a Ricotta, con il Sardo, boss della zona di Ostia, ed ospita nella sua casa il primo incontro tra il Sardo ed il Libanese, il Dandi ed il Freddo, allo scopo di fornire alla banda un grande quantitativo di eroina e di cocaina, attraverso i suoi legami e le sue amicizie con la Nuova Camorra Organizzata di Don Mimmo. Egli seguirà tutte le vicende della banda, compreso l'omicidio del Terribile, vecchio boss divenuto ormai perdente, al quale partecipa personalmente, insieme a Ricotta, al Freddo ed al Bufalo, divenendone successivamente il cassiere, ma finendo ucciso per gelosia dal Sorcio, che nel frattempo è stato informato dal commissario Scialoja che la sua ex fidanzata Vanessa si è legata a lui.
Nel film del 2005 il personaggio di Trentadenari non compare, mentre nel 2008, il regista Stefano Sollima realizza la serie televisiva Romanzo criminale dove a interpretare il personaggio è Orlando Cinque.

### Nembo Kid
Nembo Kid è ispirato alla figura del componente della banda della Magliana Danilo Abbruciati, soprannominato Er Camaleonte. Agisce da tramite tra Zio Carlo, referente di Cosa Nostra su Roma, e la criminalità della capitale ed in particolare, per quanto riguarda il traffico degli stupefacenti, con il Terribile, boss di Centocelle, la cui morte avvenuta per mano della banda fa sì che Nembo venga incaricato da Zio Carlo di contattare il Libanese per organizzare un incontro e, dopo che questo ottiene esito positivo, diviene il contatto tra il boss mafioso e la banda, con la quale, oltre alla combinazione degli affari, nasce una vera e propria collaborazione per il controllo delle varie attività criminose, per i contatti con i servizi segreti e per lo scambio di informazioni. Legato sentimentalmente a Donatella, dopo la morte del Libanese, da lui ucciso insieme al Nero, su ordine di Zio Carlo con il benestare del Vecchio, la raccomanderà al Freddo come possibile collaboratrice della banda, venendo tuttavia ucciso poco dopo a Milano, dove si era recato insieme al Nero, su ordine di Zio Carlo, per compiere l'attentato a Roberto Rosone.
Dal libro è stato tratto il film del 2005 Romanzo criminale, diretto da Michele Placido, nel quale il personaggio di Nembo Kid non compare, mentre nel 2008, il regista Stefano Sollima realizza la serie televisiva Romanzo criminale dove a interpretare il personaggio è Edoardo Leo.

### Il Nero
Il Nero è ispirato alla figura del neofascista Massimo Carminati. Il Nero è un neofascista romano, legato sia agli ambienti dell'estrema destra della capitale, con l'adesione al terrorismo nero ed il fiancheggiamento ai Nuclei Armati Rivoluzionari, sia agli ambienti della malavita, con contatti nella nascente banda della Magliana.
Nel film Il Nero è legato alla banda della Magliana, da vincoli di conoscenza e di saltuarie attività criminali, prima della sua effettiva nascita; non appartiene ad un gruppo specifico, ma è solito compiere omicidi sia politici sia di criminalità. Egli parteciperà al sequestro del barone Rosellini e, una volta partito il progetto del Libanese di un'unica banda che controlli il traffico di droga a Roma, parteciperà all'eliminazione dei vecchi boss, distaccandosi però dalla banda preferendo rimanere un cane sciolto. La sua collaborazione con la banda per saltuari omicidi su commissione continuerà ma si rifiuterà di uccidere il commissario Scialoja su richiesta del Dandi, intuendo che tale richiesta non è dettata dal suo contrastare gli affari della banda, quanto piuttosto dal desiderio del secondo di eliminare il rivale in amore per Patrizia. Muore in uno scontro a fuoco successivo all'assassinio del banchiere Danconi.
Nella serie Il Nero prende contatto con la banda, la quale ha scoperto che lui è l'autore della rapina al Banco di Santo Spirito, della quale il commissario Scialoja ha accusato il Freddo, e sarà lui, in cambio del riciclaggio del bottino, a fornire al Libanese la motocicletta ed il casco che scagioneranno il complice. Egli è solito partecipare alle riunioni del gruppo Costruiamo l'azione, del quale leader e ideologo è il professor Renato Sargeni, il quale tenterà di coinvolgere la banda in un disegno politico eversivo in cambio di perizie psichiatriche favorevoli, ottenendo tuttavia il rifiuto del Libanese e del Dandi, restii a farsi coinvolgere in un progetto di tipo politico. Sarà lui, insieme a Nembo Kid, ad uccidere il Libanese su ordine congiunto del Vecchio, capo dei servizi segreti, e di Zio Carlo, boss di Cosa Nostra, ma, dopo che lo zio lo ha rivelato al Dandi, quest'ultimo ne terrà all'oscuro la banda ma lo ucciderà, facendolo passare, agli occhi di Don Mimmo, boss della Nuova Camorra Organizzata che ha rapito il Freddo, come colpevole della morte del Sardo, permettendo la liberazione del complice.
Dal libro è stato tratto il film del 2005 Romanzo criminale, diretto da Michele Placido, nel quale il Nero è interpretato da Riccardo Scamarcio, e, nel 2008, il regista Stefano Sollima realizza la serie televisiva Romanzo criminale dove il Nero è interpretato da Emiliano Coltorti.

### Il Secco
Il Secco, vero nome Claudio Usignoli, è ispirato alla figura di Enrico Nicoletti (ma forse si ispirerebbe alla figura di Ernesto Diotallevi). Nel film è un cantante al quale, grazie alla sua abilità nel fare fruttare il denaro, viene offerta dal Libanese la possibilità di reinvestire il contante ottenuto dalla banda grazie al traffico di droga; i suoi canali consistono in un giro di usura, nella sua possibilità di trasferire, grazie alle tournée, capitali all'estero e nella sua partecipazione al canale dello spaccio di eroina del Terribile. Egli diverrà il cassiere della banda ma, dopo la morte del Libanese, si approprierà di una parte dei suoi fondi, e, nonostante l'ordine del Freddo di ucciderlo, stipulerà un accordo con il Dandi, per convincerlo a partecipare al nuovo canale di spaccio con la Cina e favorendo l'intento di Zio Carlo di farlo diventare il nuovo capo della banda.
Nella serie è un faccendiere romano che, su suggerimento di Nembo Kid, entra in contatto con la banda per fare fruttare, in attività legali ed in investimenti immobiliari, il suo capitale, ed il suo ruolo, a dispetto del parere contrario del Freddo, lo porterà a prendere il posto di Trentadenari come cassiere della banda. Dopo la morte del Libanese egli continuerà a svolgere la sua attività, aiutando anche il Dandi a trovare Patrizia, trasferitasi ad Ancona insieme a Ranocchia, servendosi dei suoi due scagnozzi Nercio e Botola, ma organizzando nel contempo un traffico di droga proveniente dalla Cina esterno alla banda. Il Dandi inizierà a sospettare di questi movimenti di droga estranei alla banda e, dopo che il Secco scampa fortunosamente ad un attentato e Nercio e Botola vengono trovati uccisi, il Sorcio, suo complice nel nuovo traffico, lo minaccia di rivelare quanto sa al Dandi ed il Secco tenta di ucciderlo ma fallisce ed il Sorcio rivela tutto al boss, confidando nella sua riconoscenza. Tuttavia il boss lo scarica e risparmierà anche la vita al Secco, in cambio della sua promessa di raddoppiargli il capitale nel giro di tre mesi. Da quel momento il Secco seguirà il Dandi in tutte le sue vicende, compreso il periodo nel quale egli si trova in carcere, e, con il passare degli anni, constatato anche l'atteggiamento ostile di Patrizia, nel frattempo divenuta sua moglie, tramerà contro di lui, facendosi complice del suo omicidio, compiuto dal Bufalo e da Fierolocchio, che nel frattempo hanno costituito una nuova "batteria", finanziata proprio dal Secco.
Dal libro è stato tratto il film del 2005 Romanzo criminale, diretto da Michele Placido, nel quale il Secco è interpretato da Stefano Fresi, e, nel 2008, il regista Stefano Sollima realizza la serie televisiva Romanzo criminale dove a interpretare il personaggio è Vincenzo Tanassi.

### Il Sorcio
Il Sorcio, vero nome Maurizio Anibaldi, è ispirato alla figura di Fulvio Lucioli, conosciuto con il medesimo soprannome.
Nel film è un giovane criminale tossicodipendente romano, non appartenente ad alcuna batteria ma conosciuto nell'ambiente della malavita, in particolare dal Terribile che spesso lo utilizza come "assaggiatore" dell'eroina, ma, dopo il sequestro del barone Rosellini, egli si assocerà alla nascente banda della Magliana, continuando a svolgere lo stesso compito.
Nella serie è nipote di Franco, titolare del bar ritrovo abituale della batteria composta dal Libanese, dal Dandi, dal Bufalo e da Scrocchiazeppi; in questa sede viene casualmente a sapere che il Libanese deve recarsi all'ippodromo Tor di Valle, lo deruba della macchina in cui scopre alcune armi, e la rivende a Fabrizio "Freddo" Soleri, boss di una batteria rivale del Testaccio. Il Freddo "punisce" il Sorcio, e si associa proprio con la batteria di Libanese, dapprima per la collaborazione nel sequestro del barone Rosellini, e, una volta ottenuto il riscatto, nel progetto di assumere il controllo delle attività criminali nella capitale: al Sorcio verrà affidata la zona di Testaccio insieme a Dandi. Sorcio in segreto avvia un traffico di droga insieme a Sergio Buffoni, altro affiliato della banda. Dopo la morte del Libanese, viene scoperto e picchiato dal Freddo, ma scampa all'esecuzione poiché, mentre viene portato all'aeroporto di Fiumicino (abituale fossa comune delle vittime della banda), la polizia ferma e arresta entrambi. In carcere non confessa nulla e, dopo la sua scarcerazione, anche il Dandi scopre la struttura del nuovo canale, che coinvolge, oltre al Sorcio ed a Sergio, anche il Secco, un faccendiere che si occupa di investire i proventi della banda e Nercio e Botola, due suoi scagnozzi. Tenta di allontanarsi da Roma, ma viene lasciato dalla sua fidanzata che si unirà con Trentadenari, un altro componente della banda. Disperato dapprima uccide il rivale e poi cerca di suicidarsi con un'overdose di droga, ma all'ultimo decide di chiamare il commissario e diventare collaboratore di giustizia. Le sue rivelazioni portano all'arresto di molti membri della banda.
Dal libro è stato tratto il film del 2005 Romanzo criminale, diretto da Michele Placido, nel quale il Sorcio, con il nome di Romolo Mirabelli, è interpretato da Elio Germano, e, nel 2008, il regista Stefano Sollima realizza la serie televisiva Romanzo criminale dove è interpretato da Roberto Infascelli.

### Scrocchiazeppi
Scrocchiazeppi, vero nome Lucio Fabiani, detto anche Scrocchia, è ispirato alla figura di Edoardo Toscano, conosciuto come l'Operaietto.
Scrocchiazeppi è un giovane criminale romano, appartenente ad una batteria che opera nella zona della Magliana, composta dal Libanese, dal Dandi e dal Bufalo. A seguito dell'unione con la batteria di Testaccio, composta dal Freddo, Fierolocchio ed i fratelli Buffoni, Sergio e Ruggero, avvenuta per organizzare il sequestro del barone Rosellini, la banda assumerà progressivamente il controllo delle attività criminali nella capitale, ed a Scrocchiazeppi, insieme a Fierolocchio, con cui instaura immediatamente un rapporto di amicizia, vengono affidate le zone della Garbatella e di Tor Marancia. Egli, innamorato di Angelina, la sposerà ed asseconderà tutti i suoi desideri e quelli del padre, i quali dapprima lo metteranno economicamente in difficoltà, costringendolo ad organizzare all'insaputa della banda un giro di strozzinaggio, ed entrando per questo in conflitto con il Libanese, e successivamente, durante la sua permanenza in carcere dovuta al tradimento di Fierolocchio, lo ridurranno in miseria. Solo e sconfitto, dopo l'abbandono della moglie, divenuta l'amante di Fierolocchio, cercherà, minacciando il Dandi, unico della banda ad avere conservato e consolidato una forte posizione economica, di reperire una somma di denaro per abbandonare Roma ma, durante la consegna, viene ucciso da un sicario dello stesso Dandi.
Dal libro è stato tratto il film del 2005 Romanzo criminale, diretto da Michele Placido, nel quale Scrocchiazeppi, con il nome di Marcello Calisi, è interpretato da Daniele Miglio, e, nel 2008, il regista Stefano Sollima realizza la serie televisiva Romanzo criminale dove Scrocchiazeppi è interpretato da Riccardo De Filippis.

### Ruggero Buffoni
Ruggero Buffoni è ispirato alla figura di Vittorio Carnovale. Nel Film è un mite rigattiere romano, vicino agli ambienti criminali grazie alle amicizia che ha col Libanese, col Freddo e con altri criminali. Entra a far parte della banda con il rapimento del barone Rosellini e seguirà tutte le vicende, tra cui l'uccisione dei vecchi boss e l'omicidio di Gemito, assassino del Libanese. Introduce nella banda il fratello Aldo, che però apre un canale di spaccio in segreto rispetto agli altri della banda, venendo ucciso dal Freddo. Questo porta a una rottura insanabile tra i due. Dopo aver subito la carcerazione a seguito delle soffiate del Sorcio, si vendica mettendo una bomba nella macchina della fidanzata del Freddo, Roberta. Così facendo però segna il proprio destino: uscito di chiesa dopo aver pregato per l'anima del fratello si trova faccia a faccia col Freddo, che senza esitazione lo uccide con un colpo di pistola alla testa. Nella Serie è un giovane criminale romano, appartenente a una batteria che opera nella zona di Testaccio, composta dal Freddo, da Fierolocchio e dal fratello Sergio. A seguito dell'unione con la batteria della Magliana, composta dal Libanese, dal Dandi, dal Bufalo e da Scrocchiazeppi, avvenuta per organizzare il sequestro del barone Rosellini, la banda assumerà progressivamente il controllo delle attività criminali nella capitale, e ai due fratelli verranno affidate le zone di Val Melaina e del Tufello. Egli condividerà tutte le vicende della banda, compresa la carcerazione a Regina Coeli, dove essa, con la sola eccezione del Bufalo resosi latitante, viene rinchiusa a seguito della soffiata del Terribile, l'anziano boss di Centocelle che temeva per la sua posizione. Dopo la morte del Terribile, compra insieme con Sergio una partita di droga da Angioletto, nipote del Puma, ma verranno scoperti e rimproverati dal Libanese. Dopo la morte del Libanese e l'inizio dello scollamento della banda dapprima incorrerà in un incidente, ossia il furto dell'incasso della sua zona, compiuto dai complici di una transessuale con la quale si era appartato, cercando di addossare la colpa dell'accaduto a Donatella, da lui incontrata per ricevere il denaro, ma verrà scoperto e umiliato. Successivamente intenderà uccidere il Freddo, il quale ha ucciso il fratello Sergio, a seguito della scoperta del canale alternativo di spaccio della droga che Sergio, insieme con il Sorcio e Nercio e Botola, finanziati dal Secco, aveva aperto all'insaputa della banda. L'intenzione sembra concretizzarsi in carcere, dove i componenti della banda sono rinchiusi grazie alle rivelazioni del Sorcio, nonostante l'intervento del Dandi che consiglia di rimanere uniti nella circostanza, e, durante l'ora d'aria, Ruggero aggredisce il Freddo e, nella zuffa che ne segue, ha la peggio ma, una volta uscito dal carcere, dopo avere scontato la condanna a quattro anni, nell'impossibilità di trovare l'ex amico in quel momento latitante in Marocco, si vendicherà uccidendo il fratello Gigio. Ritiratosi nel proprio appartamento, viene raggiunto e ucciso da Donatella sull'uscio di casa.

### Ricotta
Ricotta, vero nome Federico Amati, è ispirato alla figura di Antonio Mancini, conosciuto come l'Accattone.
Nel film è un giovane criminale romano, amico del Libanese e degli altri criminali. Segue tutte le vicende della banda, ma viene catturato,  a causa della codardia del Dandi, durante l'omicidio di Gemito, finendo in prigione insieme al Bufalo.
Nella Serie è un giovane criminale romano, appartenente, insieme a Trentadenari, ad una batteria che opera nella zona di Ostia, a capo della quale vi è il Sardo, un boss legato alla Nuova Camorra Organizzata, capeggiata da Don Mimmo.
Egli, inizialmente scettico sulle possibilità della banda di realizzare il progetto di un'unica organizzazione criminale che possa controllare Roma, si legherà ad essa e, insieme ai componenti originari della batteria, ne controllerà le attività, oltre che nella zona di Ostia, anche in quella di Acilia. Ricotta seguirà tutte le vicende della banda, compreso l'omicidio del Terribile, vecchio boss caduto ormai in disgrazia, che eseguirà di persona insieme a Trentadenari, al Bufalo ed al Freddo ma, dopo la morte del Libanese, viene tradito dal Dandi ed arrestato durante l'agguato a Maurizio Gemito (ritenuto responsabile della morte del boss). Ricotta (dopo aver riferito del tradimento all'avvocato Vasta ed aver saputo delle intenzioni del Freddo, di far pagare al Dandi le sue spese legali) viene condannato a 24 anni di reclusione. Nel successivo processo, dopo le rivelazioni del Sorcio e l'arresto di molti membri della banda, Ricotta viene assolto assieme all'intera banda dall'accusa di associazione per delinquere, grazie all'aiuto del Dandi, al quale salva la vita dal Bufalo, venendo poi da questi sfregiato. Il successivo ricovero ne impedirà l'evasione, e terminerà la sua carriera di criminale in carcere.
Dal libro è stato tratto il film del 2005 Romanzo criminale, diretto da Michele Placido, nel quale Ricotta, con il nome di Carlo Sopranzi, è interpretato da Andrea Ricciardi, e, nel 2008, il regista Stefano Sollima realizza la serie televisiva Romanzo criminale dove è interpretato da Giorgio Caputo.

### Fierolocchio
Fierolocchio, vero nome Fabio Marconi, è ispirato alla figura di Libero Mancone.
Nel film è un giovane criminale romano, amico del Libanese e degli altri criminali. Segue tutte le vicende della banda e verrà arrestato e condannato in seguito alle rivelazioni del Sorcio.
Nella serie è un giovane criminale romano appartenente a una "batteria" che opera nella zona di Testaccio, assieme al Freddo e ai fratelli Ruggero e Sergio Buffoni. Verrà arrestato e condannato in seguito alle rivelazioni del Sorcio, ma riuscirà ad evadere spacciandosi per l'amico Scrocchiazeppi, per poi iniziare a frequentare sua moglie Angelina, sperperando i suoi averi. Dopo la morte di Scrocchiazeppi per mano di un sicario del Dandi, decide di allearsi con Bufalo per uccidere Dandi, vendicando così l'amico Scrocchiazeppi.
Dal libro è stato tratto il film del 2005 Romanzo criminale, diretto da Michele Placido, nel quale Fierolocchio, con il nome di Giovanni Moneta, è interpretato da Giorgio Careccia, e, nel 2008, il regista Stefano Sollima realizza la serie tv Romanzo criminale, dove è interpretato da Mauro Meconi.

### Altri membri
- Nercio e Botola: ispirati alle figure di Ettore Maragnoli e Raffaele Pernasetti, nella serie tv sono fedeli scagnozzi del Secco e sono interpretati rispettivamente da Alessandro Tersigni, e Marco Conidi. Appaiono all' inizio della seconda stagione mentre accompagnano il loro capo, il Secco, a consegnare alla banda una borsa contenente tutto il denaro liquido che aveva il Libanese, prima di morire. Quando Dandi si mette in proprio lasciando la banda alla sua agonia, vengono inviati da questi per trovare Ranocchia ad Ancona, al fine di ritrovare Patrizia, fuggita pure lei nel capoluogo marchigiano dopo il suo periodo di prigionia. Gestiscono un giro  di droga alternativo alla banda, con la collaborazione in segreto di due loro membri, ossia il Sorcio e Sergio Buffoni, e finanziati dal loro stesso padrone, il Secco. Quando tale iniziativa viene su a galla con Buffoni morto per mano del Freddo, cercano di eliminare il loro capo piazzandogli un ordigno esplosivo dentro la sua auto, per evitare che Dandi, che indaga da tempo sulle origini del giro parallelo di droga, possa risalire a loro. Falliscono però nel tentativo e muoiono in casa di uno di loro, il Nercio, uccisi a colpi di pistola per mano del loro stesso padrone.

Nel romanzo di Giancarlo De Cataldo, essi sono dei membri effettivi della banda.

## Altri personaggi

### Il Terribile
Il Terribile è ispirato alla figura di Franco Nicolini, conosciuto come Franchino er criminale; è il boss di Centocelle, attivo nel campo delle scommesse clandestine all'ippodromo Tor di Valle e nel traffico degli stupefacenti. Grazie ai contatti con Zio Carlo e con Cosa Nostra, è uno dei maggiori distributori della droga nella capitale e per questo entra in contrasto con la nascente banda della Magliana, della quale dapprima cerca di contenere l'espansione ma, non riuscendoci, troverà un accordo con essa fino a quando, dopo avere fornito elementi al commissario Nicola Scialoja in merito al coinvolgimento della banda nel sequestro del barone Rosellini, verrà eliminato. Nel film egli viene ucciso dal Dandi, dal Libanese e dal Freddo sulla scalinata di Trinità dei Monti, mentre nella serie televisiva muore per mano del Freddo e del Bufalo, aiutati da Ricotta e da Trentadenari, in uno scantinato, dove era stato nascosto dal Sardo, il quale tuttavia, una volta ottenuto il placet dalla camorra, aveva informato la banda del nascondiglio, consentendone l'eliminazione.
Dal libro è stato tratto il film del 2005 Romanzo criminale, diretto da Michele Placido, nel quale il Terribile è interpretato da Massimo Popolizio, e, nel 2008, il regista Stefano Sollima realizza la serie televisiva Romanzo criminale dove il Terribile è interpretato da Marco Giallini.

### Fernando Borgia
Fernando Borgia è ispirato alla figura del dottor Ferdinando Imposimato, istruttore del primo processo alla banda della Magliana.
Il dottor Fernando Borgia è un giudice istruttore presso la Corte d'assise di Roma che si trova a dirigere le indagini sul sequestro del Barone Rosellini; egli inizialmente affida l'indagine al commissario Nicola Scialoja, al quale tuttavia, dopo che questi gli ha espresso la convinzione che il reato possa essere stato commesso da criminali romani e non dall'anonima sarda, convinzione rafforzata dopo avere pedinato Satana, un allibratore clandestino, solito incontrare il Barone all'ippodromo Tor di Valle, che, a suo parere, avrebbe potuto fare da basista, toglierà l'indagine per affidarla al commissario Rizzo, maggiormente benvoluto dai superiori e che indirizza le indagini verso il clan dei marsigliesi.
Egli riaffiderà il caso a Scialoja, dopo avere ricevuto il suo rapporto sulle attività di alcuni giovani criminali, tra i quali il Libanese, il Dandi ed il Freddo, accogliendo in parte l'idea di un'unica banda che controlli il traffico di droga nella capitale, ed iniziando a porre maggiore stima nei confronti del funzionario, firmando i mandati di cattura per i componenti della banda dopo il ritrovamento del cadavere del Barone, ma, dopo la smagnetizzazione del nastro con la voce di Scrocchiazeppi da parte dei servizi segreti su ordine del Vecchio, sarà costretto a rilasciarli, accogliendo con sconforto la notizia che Scialoja ha una sorta di relazione con Patrizia, una prostituta amante del Dandi, e che non potrà servirsene contro di lui, ed identico destino avranno sia il mandato di cattura spiccato contro il Freddo, a seguito della rapina al Banco di Santo Spirito, che la perquisizione al bordello di Patrizia.
Egli proseguirà nelle indagini anche dopo che il commissario, in forza di un ricatto, è stato trasferito a Modena e l'ispettore Canton in archivio, a dispetto delle minacce subite dai servizi segreti e, dopo il rientro di Scialoja, il quale ha collegato ai servizi ed alla banda anche la strage di Bologna, e di Canton, proseguirà insieme a loro l'inchiesta, a partire dalla morte del Libanese, avvenuta poco tempo dopo, chiedendo al commissario di collaborare anche con Rizzo per avere una maggiore libertà di azione.
Ogni progresso segnato tuttavia, compreso l'arresto dei due agenti Zeta e Pi greco, si fermerà di fronte agli occultamenti ed agli insabbiamenti provenienti dal Vecchio, fino a quando egli non riuscirà ad ottenere le prime due condanne, per il Bufalo e per Ricotta, a causa dell'attentato a Maurizio Gemito, e soprattutto dopo che, in forza delle dichiarazioni del Sorcio, il quale, temendo per la sua vita ha riferito di tutte le attività della banda, riuscirà ad istruire il primo processo alla banda ottenendo le condanne degli imputati con l'eccezione del Dandi, ancora una volta protetto dai servizi, essendo in possesso degli elenchi degli appartenenti alla loggia massonica P2, dove tuttavia il "teorema" dell'esistenza di una banda non viene accolto, facendogli amaramente constatare che questa guerra non si potrà vincere.
Dal libro è stato tratto il film del 2005 Romanzo criminale, diretto da Michele Placido, nel quale il personaggio del dottor Fernando Borgia tuttavia non compare, mentre nel 2008, il regista Stefano Sollima realizza la serie televisiva Romanzo criminale dove a interpretare il personaggio è Danilo Nigrelli.

### Il Sardo
Il Sardo è ispirato alla figura di Nicolino Selis, conosciuto con il medesimo soprannome; è il boss della zona di Ostia, e fornitore di droga in altre zone della capitale, attraverso legami ed amicizie con la Nuova Camorra Organizzata di Don Mimmo.
Egli viene contattato dal Puma per organizzare un incontro con il Libanese, il Dandi ed il Freddo, allo scopo di fornire alla banda un grande quantitativo di eroina e di cocaina e, dopo il primo contatto, terminato in un nulla di fatto, si accorda con loro, controllando, oltre alla zona di Ostia, anche quella di Acilia, con l'aiuto dei suoi complici Ricotta e Trentadenari.
Egli seguirà tutte le vicende della banda, compreso l'omicidio del Terribile, vecchio boss divenuto ormai perdente, il quale viene dapprima da lui protetto e poi, con il benestare della camorra, scaricato e lasciato uccidere dai componenti della banda.
Dopo la morte del Libanese il Sardo reclamerà la sua zona, ossia quella di Trastevere, entrando in questo modo in conflitto con la banda; dapprima rifiutando di continuare a fornirle la droga e successivamente con la volontà di eliminare il Freddo, il quale aveva affidato la zona a Donatella, una spacciatrice di Latina, venendo per questo ucciso dal Dandi.
Dal libro è stato tratto il film del 2005 Romanzo criminale, diretto da Michele Placido, nel quale il personaggio del Sardo tuttavia non compare, al suo posto compare Il Napoletano. Nel 2008, il regista Stefano Sollima realizza la serie televisiva Romanzo criminale dove a interpretare il personaggio è Antonio Gerardi.

### Don Mimmo
Don Mimmo è ispirato alla figura di Raffaele Cutolo, conosciuto anche come 'O professore, negli ambienti della mala, con il medesimo soprannome; è un boss napoletano, referente su Roma per la Nuova Camorra Organizzata, con contatti sia nella politica che nei servizi segreti, ed è inoltre fornitore di eroina e cocaina nella capitale, attraverso il Sardo, boss della zona di Ostia. Egli entra in contatto con la banda a seguito del rapimento dell'onorevole Moro ad opera delle Brigate Rosse, convocando il Libanese, il Freddo ed il Dandi, chiedendogli di attivarsi per trovare il nascondiglio nel quale l'uomo politico è trattenuto, promettendogli in cambio la "riconoscenza" dei servizi segreti, ed, in seguito, autorizzerà l'omicidio del Terribile, vecchio boss caduto ormai in disgrazia e ritenuto non più affidabile. L'uccisione del Sardo da parte della banda tuttavia provocherà una frattura tra la camorra e la criminalità romana e la conseguenza è il rapimento del Freddo, portato a Napoli sotto la minaccia di morte, nel caso Don Mimmo non riesca ad ottenere il nome ed a punire il colpevole dell'omicidio del boss a lui legato ma il Dandi, autorizzato dai servizi segreti e da Zio Carlo, ucciderà il Nero sotto i suoi occhi, scaricando su di esso la colpa per la morte del Sardo. Successivamente chiederà alla banda di uccidere il professor Renato Sargeni, l'ideologo di estrema destra e psichiatra, colpevole di redigere perizie psichiatriche favorevoli sia per la Nuova Camorra Organizzata che per la fazione rivale della Nuova Famiglia, ottenendo un temporaneo diniego da parte del Freddo, in attesa della perizia per il Bufalo, ma l'omicidio verrà comunque eseguito da Donatella su richiesta del Dandi.
Dal libro, dove il personaggio è chiamato 'O professore, è stato tratto il film del 2005 Romanzo criminale, diretto da Michele Placido, nel quale il personaggio di Don Mimmo non compare, e, nel 2008, il regista Stefano Sollima realizza la serie televisiva Romanzo criminale dove, con il nome completo di Don Mimmo O' Professore, è interpretato da Federico Torre.

### Il Vecchio
Il Vecchio è ispirato alla figura di Federico Umberto D'Amato. Il Vecchio è un funzionario del ministero dell'interno, iscritto alla loggia massonica P2, che gestisce i rapporti tra i servizi segreti deviati e la criminalità organizzata. Egli viene informato dai suoi collaboratori Zeta e Pi greco della nascita della banda della Magliana, ossia un'unica banda che controlla la criminalità in tutta Roma, gestendo l'enorme giro di affari che passa dalle scommesse clandestine all'ippodromo Tor di Valle fino al traffico degli stupefacenti ed intuisce che, offrendo il suo aiuto, può servirsene per combattere la sua battaglia contro la possibilità che l'Italia possa ricadere nell'orbita dei paesi del patto di Varsavia. Il cinismo con il quale opera dietro le quinte lo porta ad impedire la liberazione dell'onorevole Aldo Moro, ad inquinare le indagini del commissario Nicola Scialoja, il quale insegue senza successo i componenti della banda, riuscendo a farli scarcerare quando vengono arrestati, su indicazione del Terribile, per il sequestro del barone Rosellini, ad alterare i referti che scagionerebbero i fratelli Gemito per la morte del Libanese ed a scendere a patti con il Dandi per favorire la sua liberazione, eliminando coloro che sono a conoscenza dell'elenco della loggia P2 nel quale compare anche il suo nome. Egli segue anche l'evolversi del mondo della comunicazione, simboleggiata dalla nascita di Canale 5, rendendosi conto che questa porterà ad un cambiamento radicale anche nel mondo della criminalità ma quando, il 9 novembre 1989, crolla il muro di Berlino egli considera esaurito lo scopo della sua vita, proponendo a Scialoja, il quale nel frattempo è finito ai margini della struttura dell'ordine pubblico, di prendere il suo posto, considerandolo un funzionario non più scomodo ma onesto ed integerrimo.
Dal libro è stato tratto il film del 2005 Romanzo criminale, diretto da Michele Placido, nel quale il Vecchio è interpretato da Toni Bertorelli, e, nel 2008, il regista Stefano Sollima realizza la serie televisiva Romanzo criminale dove il Vecchio è interpretato da Massimo De Francovich.

### Satana
Satana, vero nome Remo Ghirlandi, è ispirato alla figura di Giovanni Girlando, conosciuto come Gianni er roscio.
Satana è un allibratore clandestino romano che svolge la sua attività all'ippodromo Tor di Valle. Amico del Libanese si accorda con lui per passargli informazioni sui movimenti del Barone Rosellini che il secondo intende rapire ma, una volta avvenuto il sequestro ed ottenuto il riscatto, egli rifiuta di aderire al progetto di una banda unica che controlli le attività criminali a Roma, trattenendo la sua parte di quota e proseguendo autonomamente la sua attività. Il commissario Scialoja viene informato dall'ispettore Canton, che il Barone era spesso in contatto con lui e che quindi egli potrebbe essere stato il basista del rapimento e, dopo avere iniziato a seguirlo, scoprirà i suoi legami con la nascente "banda della Magliana" ed i suoi collegamenti con il Libanese ed il Dandi, senza sapere però che egli è estraneo non solo al traffico di droga, del quale la banda ha ormai preso il controllo, ma anche di tutte le sue differenti attività criminali. Due anni dopo, quando nell'ambiente della malavita romana cresce l'ostilità per la banda, dovuta al suo monopolio sulle attività criminali, Satana commetterà l'errore di farla pesantemente notare al Bufalo, insultandolo pubblicamente e cacciandolo da un bar, ribadendo il concetto al Freddo, venuto ad informarsi dell'accaduto. In conseguenza del suo comportamento, per dare un segnale tangibile a coloro che non rispettano o non si adeguano alle direttive della banda, sarà eliminato dallo stesso Freddo, dal Libanese e dal Dandi.
Dal libro è stato tratto il film del 2005 Romanzo criminale, diretto da Michele Placido, nel quale il personaggio di Satana tuttavia non compare, mentre nel 2008, il regista Stefano Sollima realizza la serie televisiva Romanzo criminale dove a interpretare il personaggio è Roberto Latini.

### Nicola Scialoja
Nicola Scialoja è un commissario di polizia presso la Questura di Roma, è un volonteroso servitore dello Stato, additato nel suo ambiente come il comunista, nomignolo che gli è stato attribuito dal collega Rizzo, nel momento in cui lo ha sentito esprimere critiche all'operato delle forze dell'ordine il giorno della morte della studentessa Giorgiana Masi durante scontri di piazza; il suo comportamento tuttavia non è dettato solo da un senso di equità ma anche dalla preoccupazione per la vita della sorella Sandra, attivista politica appartenente all'area dell'autonomia.
A causa del suo comportamento a volte indisciplinato egli è costretto ad occuparsi di casi di ordinaria amministrazione fino al giorno in cui, prendendo una telefonata indirizzata a Rizzo, si fa assegnare dal procuratore Fernando Borgia la responsabilità delle indagini sul sequestro del Barone Rosellini e, grazie al ritrovamento di un mozzicone di sigaretta al mentolo, identico a uno trovato sul luogo del furto di un camion carico di macchine per scrivere, ritiene che gli autori del rapimento siano romani e non sardi con base in Toscana. A seguito della sua inefficace azione durante la consegna del riscatto il caso viene passato a Rizzo ma il suo sottoposto, l'ispettore Canton, riesce a dargli due informazioni che si riveleranno preziose: la prima è che il Barone era spesso in contatto con Satana, un allibratore clandestino che potrebbe avere fatto da basista per il rapimento, e la seconda che alcune banconote utilizzate per il pagamento del riscatto sono state spese in un negozio di abbigliamento femminile del quartiere Esquilino.
Questi unici elementi costituiranno l'inizio di una lunga serie di pedinamenti che lo porteranno a ritenere che nel mondo della malavita romana è accaduto un fatto mai realizzatosi in precedenza ossia la creazione di un'unica banda che controlli e comandi tutta la capitale, a capo della quale ci siano alcuni noti pregiudicati quali il Libanese, il Dandi ed il Freddo; i colleghi e i superiori non intendono credere alla sua tesi, costringendolo ad agire sempre da solo e la sua strada sarà ancora più in salita dopo che avrà prima identificato e poi conosciuto colei che ha speso le banconote del rapimento ossia Patrizia, di cui si innamora, una giovane prostituta legata al Dandi che gli confida che le banconote le ha avute da lui ma che si rifiuterà sempre di testimoniarlo.
Le indagini in alcune occasioni sembreranno portare ad una soluzione ma ogni volta che i componenti di quella che sarà definita banda della Magliana verranno arrestati saranno immediatamente rilasciati grazie a legami sempre più consolidati con i servizi segreti, la mafia e la camorra fino al momento in cui Scialoja non viene trasferito a Modena sotto la minaccia dei servizi di colpire la sorella, nel frattempo fatta espatriare in Francia. Il 2 agosto 1980, il giorno della strage di Bologna, egli sarà chiamato ad indagare sulla morte di un ragazzo avvenuto sulle colline bolognesi e, grazie alla matrice del biglietto del treno ed al proiettile, proveniente dalla stessa arma che ha ucciso il Barone Rosellini, riuscirà a convincere Borgia a richiamarlo a Roma per ricominciare le indagini sulla banda che ora coinvolgono anche i servizi segreti.
La morte del Libanese innesca nella banda una serie di azioni e di vendette che permettono a Scialoja di arrivare sempre più vicino all'incriminazione dei componenti ma, nonostante vengano reperiti anche testimoni oculari degli omicidi, quali quello di Remo Gemito compiuto dal Freddo, o dello stesso Maurizio, fratello della vittima, tutto viene sempre ritrattato od il teste ucciso, continuando a impedire qualunque soluzione fino al momento in cui la banda comincia a soffrire di fenomeni di scollamento ed il Bufalo e Ricotta vengono arrestati, il primo raccolto esanime dopo il tentativo di omicidio del Dandi ed il secondo colto in flagrante durante una sparatoria, e condannati ma i due personaggi più influenti, il Freddo ed il Dandi, con cui il commissario continua a mantenere un conto aperto a causa dell'amore per Patrizia, continuano a sfuggire alla giustizia.
Le indagini dopo tanti anni sembrano ad una svolta quando il Sorcio, temendo per la sua vita, decide di collaborare con la giustizia e questo consente finalmente di istruire un processo a carico dei componenti rimasti in vita. Il processo però si risolve solo in lievi condanne a carico di Fierolocchio, Ruggero Buffoni e Scrocchiazzeppi, mentre il Dandi viene assolto ed il Freddo e Fierolocchio riescono a fuggire; la frustrazione e la rabbia a quel punto si impadroniscono di Scialoja che sembrerebbe voler uccidere il Dandi ma viene bloccato dai suoi scagnozzi e gli vengono fratturate le gambe. Dopo quattro anni, in cui egli svolgerà a causa della sua menomazione solo lavori d'ufficio, i componenti della banda si uccideranno tra di loro ed il Freddo, che aveva sempre rifiutato di pentirsi, accetta finalmente di collaborare ma, prima che il commissario possa parlargli, sarà ucciso anche lui. Tuttavia, nonostante non sia riuscito in tutti quegli anni a risolvere il caso della banda della Magliana, Scialoja otterrà dal Vecchio, il capo dei servizi segreti, l'offerta di prendere il suo posto, in quanto il crollo del muro di Berlino, ed il relativo cambiamento dell'ordine mondiale, consigliano, secondo il parere dell'anziano agente, la presenza di un reale servitore dello Stato piuttosto che un avversario del comunismo.
Nel film Romanzo criminale del 2005, diretto da Michele Placido, il commissario Scialoja è interpretato da Stefano Accorsi, mentre nella serie televisiva Romanzo criminale - La serie del 2008, diretta da Stefano Sollima, a interpretare questo personaggio è Marco Bocci.

### Commissario Rizzo
Il commissario Rizzo è in servizio alla Questura di Roma. Funzionario integerrimo ma ottuso ed arrivista, è benvisto e benvoluto da colleghi, superiori e magistrati, tanto da essere comandato a dirigere, durante gli anni di piombo, l'ufficio politico della capitale. Egli prende in antipatia il collega Nicola Scialoja, dopo che questi ha espresso delle riserve sull'operato delle forze dell'ordine il giorno della morte della manifestante Giorgiana Masi, bollandolo come il comunista, non perdendo occasione di ripeterlo pubblicamente in ogni circostanza che lo consente. Tale comportamento influenza anche l'opinione del giudice Fernando Borgia, il quale, durante il sequestro del Barone Rosellini, dopo un'azione avventata da parte di Scialoja, toglierà a quest'ultimo il caso per affidarlo proprio a Rizzo, ritenuto da lui più "collaborativo". Nel corso del tempo la sua carriera proseguirà e, qualche anno dopo, verrà messo a capo della squadra narcotici, dove, dopo essersi scontrato nuovamente con Scialoja a seguito del trattenimento in carcere di Gigio, fratello del Freddo, da parte di questi, si lascerà convincere a collaborare con lui nelle indagini sulla banda della Magliana, dapprima facendone pedinare i componenti ed il palazzo che Patrizia, amante del Dandi, ha adibito a bordello, e successivamente perquisendo insieme il palazzo del Ministero dell'industria, dove verrà rinvenuto il deposito di armi della banda. Le indagini porteranno anche all'identificazione di Donatella, ex donna di Nembo Kid, ucciso a Milano durante l'attentato a Roberto Rosone e nuova collaboratrice della banda, ed il rapporto tra i due funzionari si appiana ma la pesante interferenza dei servizi segreti porterà le indagini a bloccarsi e Rizzo deciderà di abbandonarle, salvo, alcuni anni dopo, consegnare all'ispettore Canton, vecchio collaboratore di Scialoja, un'intercettazione che rivela il luogo di latitanza del Freddo, autorizzandolo a consegnarlo a Scialoja, rimasto invalido a seguito di un'aggressione da parte di alcuni scagnozzi del Dandi e confinato nell'ufficio visti della Questura. Ultimo, e forse tardivo, attestato di stima nei confronti del collega.
Dal romanzo scritto da Giancarlo De Cataldo, Romanzo criminale, dove tuttavia il commissario Rizzo non è presente, è stato tratto il film del 2005 Romanzo criminale, diretto da Michele Placido, nel quale il personaggio non compare. Nel 2008, il regista Stefano Sollima realizza la serie televisiva Romanzo criminale dove a interpretare il personaggio è Fulvio Pepe.

### Ispettore Canton
L'ispettore Canton è un ispettore di polizia, in servizio alla Questura di Roma, al comando diretto del commissario Nicola Scialoja. Egli affianca il commissario nelle sue prime indagini, assistendolo anche nei difficili rapporti con il collega Rizzo, ed informandolo, nel momento in cui Scialoja inizia a seguire il caso del sequestro del Barone Rosellini, che questi era spesso in contatto con Satana, un allibratore clandestino che il Barone incontrava all'ippodromo Tor di Valle e che avrebbe potuto fungere da basista e, quando al commissario viene tolto il caso dal giudice Fernando Borgia, gli riferirà del reperimento di alcune banconote segnate provenienti dal riscatto in un negozio di abbigliamento femminile dell'Esquilino, che condurranno Scialoja dapprima a Patrizia e successivamente al Dandi. Egli è inizialmente scettico sul fatto che un "borgataro" possa essere coinvolto in un sequestro ma gli eventi che seguono lo porteranno a convincersi dell'idea di Scialoja sulla neonata banda della Magliana e ne condividerà non solo la frustrazione, nel momento in cui i suoi componenti, dopo essere stati arrestati a seguito di una soffiata del Terribile, vengono rilasciati dopo che il nastro con la voce di Scrocchiazeppi è stato smagnetizzato da Zeta e Pi greco, due agenti dei servizi segreti alle dipendenze del Vecchio, ma anche la sorte, in quanto, mentre Scialoja viene trasferito a Modena, allo scopo di allontanarlo dalla capitale per impedirgli di proseguire le sue indagini sulla banda, egli viene spostato in archivio, non prima di avere consegnato a Borgia tutto il materiale del commissario. Dal momento in cui il magistrato riesce a riportare Scialoja a Roma, questi chiede ed ottiene di riavere Canton come collaboratore ed insieme proseguiranno le indagini e sarà l'ispettore ad informare il commissario sia dell'arresto di Gigio che dell'appartamento dove il Sorcio si nasconde dal Freddo che intende ucciderlo, consentendo a Scialoja ed a Borgia di trovarlo e di indurlo a parlare, consentendo l'incriminazione dei componenti della banda. L'esito del processo tuttavia non è quello sperato e, quattro anni dopo, quando i due si sono separati, a causa dell'invalidità di Scialoja, dovuta all'aggressione di alcuni scagnozzi del Dandi, che lo costringe ad un lavoro di ufficio, riceve da Rizzo un'informazione a proposito del luogo di latitanza del Freddo che egli passerà immediatamente al commissario, il quale la utilizzerà per trovarlo e per indurlo a parlare, inutilmente poiché il Freddo, una volta rientrato a Roma, verrà ucciso da Donatella per impedirgli di parlare.
Dal romanzo scritto da Giancarlo De Cataldo, Romanzo criminale, dove tuttavia l'ispettore Canton non è presente, è stato tratto il film del 2005 Romanzo criminale, diretto da Michele Placido, nel quale, come sottoposto di Scialoja, compare maresciallo Colussi, interpretato da Donato Placido. Nel 2008, il regista Stefano Sollima realizza la serie televisiva Romanzo criminale dove l'ispettore Canton è interpretato da Dario D'Ambrosi.

### Avvocato Vasta
L'avvocato Vasta è un avvocato penalista del foro romano, noto alla criminalità della capitale per avere difeso con successo il clan dei marsigliesi. Egli assume, su indicazione di Ricotta e Trentadenari, la difesa dei componenti della banda nel momento in cui vengono arrestati a seguito del ritrovamento del cadavere del Barone Rosellini, al quale il commissario Scialoja ed il giudice Borgia, sono pervenuti grazie ad una soffiata del Terribile. Egli manterrà il mandato per tutti i componenti della banda, con la sola eccezione di Maurizio Gemito, che nel frattempo, dopo la morte del Libanese, viene erroneamente incolpato dalla banda per il suo omicidio ed i servizi segreti, intenzionati a mantenere nell'ombra i veri assassini, lo affideranno ad un altro professionista. Oltre alle attività legali e processuali l'avvocato Vasta manterrà i contatti tra i diversi componenti della banda, informandoli di volta in volta degli avvenimenti che stanno accadendo: nell'occasione del ferimento di Ricotta, mentre quest'ultimo si trova in ospedale, gli chiederà di riferirgli, su richiesta del Freddo, del comportamento del Dandi durante l'attentato a Maurizio Gemito. Quando riceve i risultati della perizia sulla pistola che ha ucciso il Libanese ne informa il Dandi, ottenendo il suo silenzio verso gli altri componenti della banda fino a quando il Freddo non ne verrà informato dal Bufalo ed allora riceverà l'intimazione da parte del Freddo di riferire certe notizie solo a lui. Quando riceve da Scialoja la notizia del riconoscimento, da parte del custode del Ministero dell'industria, dei componenti della banda che ritiravano o depositavano le armi in una delle stanze dell'edificio. Quando suggerisce al Dandi che, al pari dei componenti superstiti della banda, si trova in carcere a causa delle rivelazioni del Sorcio, di farsi diagnosticare un tumore per potere essere trasferito ed evitare il pericolo di morte che gli viene dal Bufalo. Durante il dibattimento egli cercherà di minare la credibilità del Sorcio, non riuscendo tuttavia ad evitare condanne per Fierolocchio, Scrocchiazeppi, il Freddo e Ruggero Buffoni, ma ottenendo, con l'aiuto nascosto del Vecchio, di fare assolvere sia il Dandi per insufficienza di prove che tutti gli imputati dall'accusa di associazione per delinquere, smontando la teoria di Scialoja e di Borgia sull'esistenza di una "banda".
Dal libro è stato tratto il film del 2005 Romanzo criminale, diretto da Michele Placido, nel quale l'avvocato Vasta è interpretato da Giorgio Sgobbi, e, nel 2008, il regista Stefano Sollima realizza la serie televisiva Romanzo criminale dove a interpretare il personaggio è Fabio Camilli.

### Roberta Vannucci
Roberta è una giovane studentessa lavoratrice romana, legata sentimentalmente a Luigi Soleri, detto Gigio, fratello minore di Fabrizio, detto il Freddo, componente della nascente banda della Magliana.
Dopo avere conosciuto il delinquente, se ne innamora e, dopo un difficile inizio, dovuto dapprima agli scrupoli di  Fabrizio nei confronti del fratello e successivamente alla reazione del secondo, dopo averne ricevuto notizia dal Freddo, si lega a lui, ignorandone le vere attività, che verranno improvvisamente scoperte nel momento in cui viene arrestato dal commissario Nicola Scialoja.
La vera natura del fidanzato sembrerebbe allontanarla ma, dopo un breve periodo di distacco, i due decidono di continuare la loro relazione andando a vivere insieme e, dopo circa due anni, alla richiesta del Freddo di espatriare in Brasile insieme, a seguito della sua decisione di lasciare la banda, accetta di rimanere con lui e di condividerne la decisione, che viene tuttavia rimandata dopo la morte del Libanese.
Delusa dalla decisione del fidanzato di rimanere a Roma per vendicare l'amico, e compreso che la decisione di uscire dalla banda e di ricominciare un'altra vita insieme non si realizzerà, decide di lasciarlo definitivamente, ma rifiutando in ogni caso di testimoniare contro di lui al processo che lo vede coinvolto dopo le rivelazioni del Sorcio, salvandolo dall'accusa per la morte di Remo Gemito.
Differente è la sua sorte in quanto nel film ella muore uccisa dall'esplosione di una bomba, piazzata nella sua automobile da Ciro Buffoni (nella serie Ruggero) per vendetta, dopo che il Freddo ha ucciso il fratello Aldo (nella serie Sergio), mentre nella serie televisiva, dopo avere testimoniato a favore dell'ormai ex fidanzato, evita di seguirlo nella sua fuga in Marocco ed esce dalla sua vita. Verrà notata dal Freddo alcuni anni dopo, poco prima di essere ucciso, in un parco pubblico, insieme alla figlia neonata, segno di una nuova vita, lontana dal suo passato.
Dal libro è stato tratto il film del 2005 Romanzo criminale, diretto da Michele Placido, nel quale Roberta è interpretata da Jasmine Trinca, e, nel 2008, il regista Stefano Sollima realizza la serie televisiva Romanzo criminale dove Roberta è interpretata da Alessandra Mastronardi.

### Sandra Scialoja
Alessandra "Sandra" Scialoja è una giovane ragazza, attivista politica, appartenente all'area dell'autonomia, sorella del commissario Nicola Scialoja. Ella viene mantenuta dal fratello, con il quale ha, data la sua professione, un rapporto conflittuale, non facendogli essere parte della sua vita e tacendogli sia le sue amicizie che tutto ciò che riguarda le sue attività politiche, e con il quale non di rado si trova faccia a faccia in situazioni di ordine pubblico, come durante gli scontri seguiti alla morte di Giorgiana Masi, ma, in ogni occasione, il fratello la proteggerà, evitandole un arresto ed avvertendola, in prospettiva di una retata che deve avvenire nella sede della radio dove lavora, consentendole di allontanarsi prima dell'arrivo della polizia. La scomoda parentela tra i due sarà tuttavia sfruttata dai servizi segreti, ed in particolare dal Vecchio, il quale, attraverso i suoi due agenti Zeta e Pi greco, indurrà Scialoja a trasferirsi a Modena, allo scopo di allontanarlo da Roma per impedirgli di proseguire le sue indagini sulla banda della Magliana, mostrandogli una fotografia, scattata nel momento in cui il commissario consegna a Sandra un indirizzo sicuro a Parigi, consentendole di espatriare per evitare la cattura.
Dal romanzo scritto da Giancarlo De Cataldo, Romanzo criminale, dove tuttavia "Sandra" non è la sorella del commissario ma la sua ex fidanzata, è stato tratto il film del 2005 Romanzo criminale, diretto da Michele Placido, nel quale Sandra non compare, mentre nel 2008, il regista Stefano Sollima realizza la serie televisiva Romanzo criminale dove ella è interpretata da Valentina Calandriello.

### Personaggi minori
- Ricciolodoro: attendente del Sardo, ispirato ad Antonio Leccese
- Il Puma: un criminale gentiluomo, ispirato a Gianfranco Urbani
- Il barone Rosellini: la prima vittima, ispirata a Massimiliano Grazioli Lante Della Rovere.
- Zio Carlo: il rappresentante di Cosa nostra a Roma, ispirato a Giuseppe Calò
- Il Maestro: un uomo di Cosa nostra.
- Il professor Cervellone/Renato Sargeni: psichiatra e criminologo corrotto, ispirato ad Aldo Semerari.
- Il conte Ugolino: un killer toscano
- Cinzia Vallesi, in arte Patrizia: una prostituta d'alto bordo legata a Dandi (e non solo), ispirata a Sabrina Minardi.
- Ranocchia: il migliore amico (omosessuale) di Patrizia, che morirà in seguito di AIDS
- Donatella: la donna di Nembo Kid
- Zeta e Pi greco: due agenti dei servizi segreti, ispirati rispettivamente a Pietro Musumeci e Giuseppe Belmonte.
- Gigio Soleri: fratello del Freddo
- Er Treccia: ricettatore